# La Pocharde (film, 1937)
Pour les articles homonymes, voir La Pocharde.
Pour plus de détails, voir Fiche technique et Distribution.
La Pocharde est un film français réalisé par Jean Kemm et Jean-Louis Bouquet en 1936 et sorti en 1937 ; il est adapté du roman éponyme de Jules Mary, publié en 1898.

## Fiche technique
- Réalisateurs : Jean Kemm et Jean-Louis Bouquet
- Scénario : Jean-Louis Bouquet et Henry Dupuy-Mazuel, adapté du roman éponyme de Jules Mary
- Photographie : Georges Asselin
- Décors : Claude Bouxin
- Musique : Maurice Yvain, Faustin Jeanjean
- Production : Aimé Frapin et P. Chatelus
- Société de production : Les Films Artistiques Français
- Format : Noir et blanc - 35 mm - 1,37:1
- Pays d'origine:  France
- Année de tournage : 1936
- Genre : Drame
- Durée : 87 minutes
- Sortie en salle : France, 19 février 1937

## Distribution
- Jean Debucourt : Le docteur Marignan
- Germaine Rouer : Charlotte Lamarche
- Bernard Lancret : Gauthier Marignan
- Henri Bosc : Berthelin
- Robert Pizani : Moëb
- Fred Poulin : L'avocat général
- Tarquini d'Or
- Georges Paulais
- Jean Liezer
- Paul Escoffier
- Jacqueline Daix : Claire Lamarche
- Jacqueline Dumonceau : Louise Lamarche
- Marcelle Samson :	Mademoiselle Poupette
- Lina Roxa
- Marie-Louise Derval
- Ginette Leclerc
- Michèle Ott